# Valea Albă, Alba
Valea Albă este un sat în comuna Bucium din județul Alba, Transilvania, România.